# Iris (Goo Goo Dolls)
Iris è un singolo del gruppo musicale statunitense Goo Goo Dolls, pubblicato il 7 aprile 1998 come terzo estratto dalla colonna sonora del film City of Angels - La città degli angeli e come primo estratto dal sesto album in studio Dizzy Up the Girl.
Si tratta del brano di maggior successo dei Goo Goo Dolls, contribuendo a lanciare la loro popolarità nel mondo. Ha raggiunto la vetta della Hot 100 Airplay, la classifica dei brani maggiormente passati in radio negli Stati Uniti, mantenendola per un totale di 18 settimane (un record ineguagliato). È inoltre uno dei pezzi più celebri in cui figura il mandolino, qui suonato dal turnista Tim Pierce.
È stata candidata ai Grammy Awards del 1999 in qualità di Canzone dell'anno, Registrazione dell'anno e Miglior interpretazione vocale di un gruppo, senza tuttavia trionfare in nessuna di queste categorie.
I Goo Goo Dolls hanno suonato il brano al Madison Square Garden il 20 ottobre 2001, durante lo speciale Concerto per New York City in favore delle vittime degli attentati dell'11 settembre.
VH1 l'ha classificata alla posizione numero 54 nella lista delle "100 migliori canzoni degli ultimi 25 anni" (nel 2003) e alla numero 66 in quella delle "100 più grandi canzoni d'amore".

## Descrizione
Pensata appositamente per City of Angels - La città degli angeli, la canzone è stata scritta sotto il punto di vista del personaggio interpretato da Nicolas Cage. Nel film, quest'ultimo è un angelo mandato sulla Terra per assistere gli esseri umani nel momento del loro passaggio dalla vita terrena all'aldilà, ma quando finisce per innamorarsi di una donna (interpretata da Meg Ryan) si trova costretto a dover scegliere tra l'amore e la vita eterna. Il cantante John Rzeznik, autore del brano, ha così spiegato in un'intervista del 2013:
Il titolo della canzone è stato ispirato dal nome della cantante country Iris DeMent, notato da Rzeznik mentre stava leggendo una rivista. Il nome può inoltre essere interpretato come un possibile riferimento alla figura mitologica di Iris, messaggera degli dei e personificazione dell'arcobaleno.

## Accoglienza
Al momento della sua uscita, Iris era il secondo di una serie di successi estratti dalla colonna sonora del film City of Angels, dalla quale era stato tratto per primo Uninvited di Alanis Morissette. La canzone ha debuttato alla posizione numero 66 della Hot 100 Airplay il 18 aprile 1998, raggiungendo la prima posizione nell'agosto dello stesso anno e rimanendovi per 18 settimane non consecutive, a causa dell'intervallo di una sola settimana sul podio di I Don't Want to Miss a Thing degli Aerosmith. Il singolo ha debuttato nella Billboard Hot 100, la principale classifica statunitense dei singoli, direttamente alla posizione numero 9 nel mese di dicembre, per poi scendere nelle settimane successive quando la canzone ha perso il dominio della prima posizione nella Hot 100 Airplay. Il brano non è potuto entrare nei mesi precedenti nella Billboard Hot 100 perché prima del dicembre 1998 non era permesso ai singoli privi di un CD vendibile nei negozi di scalare questa classifica. La posizione più bassa rispetto alla classifica radiofonica e la breve permanenza nella Billboard Hot 100 è dovuta quindi al fatto che il singolo è potuto entrare in classifica solo quando il passaggio radiofonico ha iniziato a scemare (stessa sorte è toccata in quel periodo a Thank U di Alanis Morissette e Are You That Somebody? di Aaliyah). La canzone ha inoltre raggiunto la posizione numero 9 della Mainstream Rock Songs ed il primo posto della Alternative Songs, diventando il secondo singolo della band a toccare la vetta di tale classifica dopo Name del 1995. È stato certificato disco di platino dalla RIAA per le vendite di oltre un milione di copie in formato digitale il 18 agosto 2008.
Al di fuori degli Stati Uniti, la canzone è stata pubblicata come singolo acquistabile nei negozi. In Canada ha raggiunto il primo posto, così come in Australia, dove è rimasto alla prima posizione per 5 settimane consecutive ed ha passato 33 settimane in classifica. In Nuova Zelanda il singolo ha debuttato alla posizione numero 16, ma ha passato solo due settimane in classifica.
Anche in Europa il singolo ha avuto molto successo, entrando nelle classifiche di molti paesi. In Italia ha raggiunto la prima posizione, mentre nelle Fiandre e nei Paesi Bassi è arrivato rispettivamente fino al terzo e al nono posto. Nel Regno Unito è invece risultato costantemente nella classifica dei singoli più venduti: ha raggiunto la posizione numero 26 della Official Singles Chart nel luglio del 1999, per poi rientrare in classifica diverse volte nel corso degli anni, fino ad arrivare alla terza posizione nell'ottobre del 2011 (a più di dieci anni di distanza dalla sua pubblicazione), in seguito al suo utilizzo nell'edizione locale di X Factor.

## Video musicale
Il videoclip, diretto da Nancy Bardawil, è stato trasmesso per la prima volta l'11 maggio 1998. Il video raffigura John Rzeznik sul tetto di un grattacielo, mentre osserva la vita delle persone da un telescopio. Vengono anche mostrati i Goo Goo Dolls al completo mentre eseguono il brano dentro un tunnel. Esiste una seconda versione del video in cui, attraverso la lente del telescopio utilizzato da Rzeznik, appare Nicolas Cage in alcune scene di City of Angels.

## Formazione
- Johnny Rzeznik – voce e chitarra acustica
- Robby Takac – basso
- Mike Malinin – batteria

Altri musicisti
- Tim Pierce – mandolino e chitarra elettrica
- Jamie Muhoberac – tastiere

## Tracce
CD-Maxi Warner Bros. 9362445252
1. Iris – 4:49
2. Lazy Eye – 3:48
3. I Don't Want to Know – 3:28

CD-Single 0100965HWR
1. Iris – 4:49
2. Slide – 3:33
3. Iris (acustica) – 3:24
4. Slide (acustica) – 3:24

Promo Single PRO-CD-9285-R
1. Iris (versione ridotta) – 3:36
2. Iris – 4:49

## Classifiche

### Classifiche settimanali
| Classifica (1998)                | Posizione massima |
| -------------------------------- | ----------------- |
| Australia                        | 1                 |
| Canada                           | 1                 |
| Honduras                         | 2                 |
| Italia                           | 1                 |
| Nuova Zelanda                    | 16                |
| Stati Uniti                      | 9                 |
| Stati Uniti (adult contemporary) | 22                |
| Stati Uniti (adult top 40)       | 1                 |
| Stati Uniti (alternative)        | 1                 |
| Stati Uniti (mainstream rock)    | 8                 |
| Stati Uniti (pop)                | 1                 |
| Stati Uniti (radio)              | 1                 |
| Svezia                           | 34                |
| Classifica (1999)                | Posizione massima |
| Belgio (Fiandre)                 | 3                 |
| Irlanda                          | 5                 |
| Paesi Bassi                      | 9                 |
| Classifica (2006)                | Posizione massima |
| Norvegia                         | 19                |
| Classifica (2011)                | Posizione massima |
| Regno Unito                      | 4                 |
| Regno Unito (download)           | 3                 |
| Scozia                           | 2                 |
| Classifica (2014)                | Posizione massima |
| Austria                          | 63                |

### Classifiche di fine anno
| Classifica (1998) | Posizione |
| ----------------- | --------- |
| Australia         | 3         |
| Italia            | 2         |
| Classifica (1999) | Posizione |
| Belgio (Fiandre)  | 20        |
| Paesi Bassi       | 55        |
| Stati Uniti       | 94        |
| Classifica (2022) | Posizione |
| Australia         | 58        |
| Regno Unito       | 73        |
| Classifica (2023) | Posizione |
| Australia         | 56        |
| Regno Unito       | 64        |
| Classifica (2024) | Posizione |
| Australia         | 37        |
| Filippine         | 95        |
| Portogallo        | 104       |
| Regno Unito       | 42        |

## Cover e utilizzo nella cultura di massa
- Avril Lavigne ha eseguito la canzone insieme a Johnny Rzeznik durante i Fashion Rock Awards del 2004. La cantante ha poi utilizzato il brano per il suo matrimonio con Deryck Whibley, leader dei Sum 41, nel 2006.[44]
- Taylor Swift ha cantato la canzone insieme a Johnny Rzeznik al Madison Square Garden nel novembre del 2011.
- Ronan Keating ha registrato una cover del brano per il suo album Bring You Home nel 2006.
- Anche i New Found Glory hanno reinterpretato la canzone nel loro album From the Screen to Your Stereo Part II del 2007.
- La cantante brasiliana Paula Fernandes ha eseguito una cover per il suo album Dust in the Wind nel 2007.
- La band italiana Finley ne ha realizzato una cover in Adrenalina 2 nel 2008.
- I Boyce Avenue hanno registrato una cover nel 2008.
- La canzone è stata inoltre reinterpretata dai Boyz II Men nell'album Love del 2009.
- La boy band The Wanted ha eseguito diverse volte il brano in concerto nel 2011 ed ha inserito una propria registrazione live della canzone come lato B del singolo Glad You Came lo stesso anno.
- Anche Kelly Clarkson ha cantato diverse volte il brano durante il suo tour del 2012.
- Beyoncé ha eseguito la canzone dal vivo, all'interno di in mash-up con il suo brano If I Were a Boy, nel maggio del 2012.
- La band post-hardcore Sleeping with Sirens ha reinterpretato la canzone per il proprio EP If You Were a Movie, This Would Be Your Soundtrack nel 2012.
- Il brano appare in un episodio della serie televisiva statunitense Workaholics.
- La band italiana Landlord ne ha eseguito una cover durante la nona edizione di X Factor.
- La canzone compare nel film del 2024 Deadpool & Wolverine.
- Nella stagione 5 episodio 3 della serie televisiva The Resident è presente una cover cantata da Valerie Broussard.
- Nella stagione 12 del reality show The Masked Singer il giocatore di football americano Kobie Turner ha cantato una sua cover nei quarti di finale della stagione.
- Nel 2025 il rapper Machine Gun Kelly insieme alla cantante Julia Wolf ha eseguito una cover della canzone.

## Riconoscimenti
- 1998 - MTV Video Music Awards
  - Nomination Miglior video da un film
- 1999 - Grammy Awards
  - Nomination Canzone dell'anno
  - Nomination Registrazione dell'anno
  - Nomination Miglior interpretazione vocale di un gruppo
- 1999 - MTV Movie Awards
  - Nomination Miglior canzone